# Lijst van burgemeesters van Bovenkarspel
Dit is een lijst van burgemeesters van de Nederlandse gemeente Bovenkarspel (vroeger ook wel Bovencarspel) tot die op 1 januari 1979 fuseerde met de gemeente Grootebroek tot de nieuwe gemeente Stede Broec.
| Ambtsperiode | Naam burgemeester                  | Partij of stroming   | Bijzonderheden                                                                                      |
| ------------ | ---------------------------------- | -------------------- | --------------------------------------------------------------------------------------------------- |
| 1807 - 1808  | D. Louw                            |                      | |
| 1813 - 1847  | Dirk (D.) Schotsman (ca.1771-1856) |                      | maire/schout/burgemeester                                                                           |
| 1848 - 1849  | Joan Cornelis Pan                  |                      | |
| 1849 - 1853  | S. Bakker                          |                      | |
| 1853 - 1882  | P. Schuurman                       |                      | |
| 1882 - 1904  | Dirk (D.) Kooiman (1826-1919)      |                      | |
| 1904 - 1909  | A.G.J.M. Coenegracht               |                      | |
| 1910 - 1929  | C. Boon Jbz                        |                      | |
| 1929 - 1935  | W.C. van Breda                     | R.K. Kiesvereeniging | |
| 1935 - 1965  | Jan (J.) Elders                    | RKSP                 | |
| 1965 - 1979  | Jan (J.N.) Stuifbergen             | KVP                  | vanaf 1967 tevens waarnemend burgemeester van Grootebroek, aansluitend burgemeester van Stede Broec |